# Насамперед ми люди
«Насамперед ми люди» — український цикл документального кіно режисера Вадима Кастеллі.

## Презентація
У київському Будинку кіно відбулася презентація цього документального циклу. Серія документальних фільмів присвячена життю людей із інвалідністю в Україні та США, а також їхнім правам та можливостям. В основу фільмів лягла історія трьох підлітків зі значними вадами зору, що перемогли у конкурсі американської програми FLEX і поїхали на рік до Сполучених Штатів.
Серія документальних фільмів з'явилася завдяки конкурсу державного департаменту США, перемогу в якому здобув медіа-центр «Розмай». Цей конкурс щороку проводять у різних країнах світу, і участь у ньому беруть різноманітні творчі групи. Його суть у тому, щоб подати ідею проекту, який можна було б зняти в Америці, а потім показувати у власній країні.
Тема людей із обмеженими можливостями цікавила журналістів «Розмаю» вже давно. Все почалося з кількахвилинного ролика, знятого просто на вулиці, в якому людина в інвалідному візку намагається піднятися на тротуар.
Отож, коли оголосили конкурс державного департаменту, довгих роздумів не було. Група «Розмаю» знайшла своїх героїв і рушила з ними до Америки.

## Сюжет
Оксана Лисякова щойно повернулася з Америки, куди потрапила за програмою «FLEX» (англ. Future Leader Exchange — Програма обміну майбутніх лідерів). Оксана з тих, кого називають людьми з обмеженими можливостями. Вона бачить двадцять відсотків від норми. Та все ж в Америці вона відвідувала звичайну школу нарівні з іншими учнями.
«Школа не була до цього готова, тому що в них ніколи нічого подібного не було. Але мені пощастило з родиною, що мене прийняла, ми одразу знайшли з ними спільну мову і вирішили цю проблему. Тому вже за місяць школа надала мені потрібну допомогу, щоб я реально могла вчитися», — розповідає Оксана.
Історія Оксани та ще двох підлітків з проблемами зору стала відправною точкою циклу «Насамперед ми люди» Вадима Кастеллі.
Однак на самих учнях знімальна група не зупинилась. За два тижні «Розмай» встиг побувати в Білому домі, уряді США і навіть у Пентагоні, з'ясовуючи, якою є офіційна політика держави щодо людей із інвалідністю. Завітали вони й до корпорації «Майкрософт», щоб висвітлити питання найму таких людей на роботу. І, певно, найяскравішим епізодом була мандрівка до штату Каліфорнія, де у місті Сан-Хосе проходив Парад гордості інвалідів.
"Це феєричне видовище, коли декілька тисяч людей із різними інвалідностями весело, шумно, привертаючи увагу ледь не цілого штату Каліфорнія, всім розповідають: «Ми є, ми зовсім не страшні, ми талановиті, ми по-своєму красиві, тож будьте разом із нами», — згадує Вадим Кастеллі.
Режисер вважає, що нинішнім станом речей люди з обмеженими можливостями у Сполучених Штатах мають завдячувати, перш за все, своїй громадській активності.
«Суспільство може бути толерантним. Суспільство може бути добрим. І не тільки в Америці. Це залежить не лише від грошей. Це величезною мірою залежить від того, наскільки активними будуть люди, які до цього причетні», — каже пан Кастеллі.
Прес-аташе посольства США в Україні Джеймс Вульф, що був присутній на презентації циклу «Насамперед ми люди», наголосив, наскільки важливою є обрана медіа-центром тема.
«Мені спало на думку, наскільки іронічним є те, що ми проводимо прес-конференцію з цього приводу в місці, абсолютно не пристосованому для доступу людей з різними формами інвалідності. Ми в Америці й самі не так давно почали звертати увагу на такі речі».
Прем'єрний показ першого фільму з документальної серії «Насамперед ми люди» відбудеться 8 серпня в ефірі Першого Національного каналу.

## Головні ролі
- Оксана Лисякова